# Giro (estoques)
Em logística, o giro é a média de entrada e saída de um item em estoque, geralmente calculada pela média de venda do mesmo período do ano anterior  (Dias, 1986, p. 75). A unidade que este vem expresso é o inverso da unidade de tempo, isto é, se for calculado para um ano, diz-se que o giro do estoque foi de X vezes ao ano, ou «girou» X vezes ao ano  (MACHLINE, 1979, p. 223).